# Bedingham
Bedingham is een civil parish in het bestuurlijke gebied South Norfolk, in het Engelse graafschap Norfolk met 221 inwoners.